# Spelaeoniscus occidentalis
Spelaeoniscus occidentalis är en kräftdjursart som beskrevs av Albert Vandel1972. Spelaeoniscus occidentalis ingår i släktet Spelaeoniscus och familjen Spelaeoniscidae. Inga underarter finns listade i Catalogue of Life.